# Neoplan Megashuttle
Neoplan N4032/4 Megashuttle — двухэтажный автобус, запущенный в производство компанией Neoplan в 1993 году.

## Описание
15-метровый четырёхосный автобус Megashuttle является версией Neoplan Megaliner, адаптированной для обслуживания городских маршрутов. Двигатель расположен горизонтально сзади. В качестве вспомогательного поворотного устройства используется приводной вал.
Для посадки и высадки пассажиров используются три выдвижные двери. Напротив средней двери расположено место для инвалидов. Общая вместимость автобуса 200 пассажиров.
К 1998 году было выпущено 14 автобусов Neoplan Megashuttle, каждый из которых поступал в Германию. В 1997 году один из автобусов модели Megashuttle поступил в Гонконг в виде прототипа. Испытания проходили в Коулуне (KMB) и на острове Гонконг (Citybus), однако правительство не разрешило лицензировать автобусы длиной свыше 12 метров, и в итоге в KMB начались поставки базовых Megaliner. Последний Megashuttle сошёл с конвейера в 1999 году.